# Kommando Agfa
Le Kommando Agfa était un Kommando annexe du camp de concentration de Dachau comportant selon les époques de 500 à 800 femmes détenues en même temps,. Elles constituaient la main-d'œuvre forcée de l'entreprise Agfa Kamerawerke alors rattachée au groupe IG Farben de Munich-Giesing, une banlieue munichoise située à 23 km de Dachau. L'usine augmenta sa contribution à l'effort de guerre allemand en fournissant la Wehrmacht à partir de 1941. Depuis cette époque, un nombre toujours accru de travailleurs forcés y fut dirigé.
Les détenues assemblaient des détonateurs d'obus de défense anti-aérienne et différents éléments de fabrication des V1 puis des V2. En janvier 1945, une partie des détenues refusèrent tout simplement de travailler en raison du manque de nourriture. Ce fait de résistance est assez unique dans l'histoire des camps de concentration nazis. La production de cette usine fut arrêtée le 23 avril 1945 et les détenues furent évacuées. Le camp sera libéré le 30 avril 1945 par l'armée américaine.

## Les camps extérieurs
Dès le début de la Seconde Guerre mondiale, la SS déploya en Allemagne des camps de détenus destinés à soutenir leur industrie de l'armement. Le terme de camp extérieur ou commando extérieur (Außenlager ou Außenkommando) fut utilisé pour qualifier ces camps de détention placés sous la tutelle d'un camp de concentration et administré par des membres de la SS et par certains détenus à qui certaines fonctions étaient confiées comme chef de block (Blockälteste) ou chef de camp (Lagerälteste).
Ces Kommandos extérieurs ou formaient un réseau de camps satellites à travers toute l'Allemagne nazie. Certains d'entre eux regagnaient le camp de concentration de Dachau le soir venu pour y passer la nuit.
La plupart des détenus de Dachau furent affectés au travail obligatoire. Le camp de Dachau, l'un des plus grands et des plus ramifiés de l'Allemagne nazie, comptait 169 Kommandos extérieurs et faisait profiter de cette main-d'œuvre forcée 197 entreprises, pour la plupart dans le secteur de l'armement. Outre Agfa, des entreprises allemandes comme BMW et Messerschmitt bénéficièrent de ces travailleurs déportés.

## Situation du camp

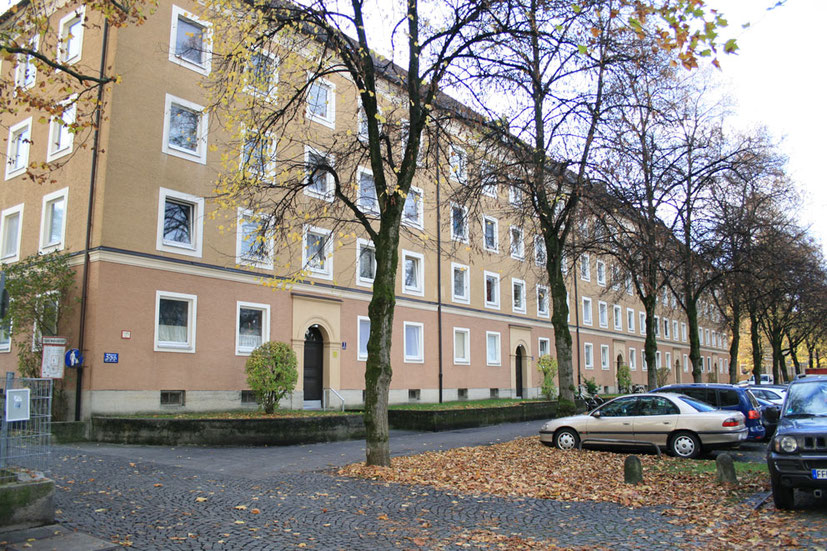
Weissenseestraße 7-15 en 2017.

Les détenus étaient logés dans un grand complexe en U comportant quatre étages situé dans la Weissenseestrasse à Munich-Giesing. Sur son plus long côté, le bâtiment comportait plus de quarante fenêtres et sur les côtés, plus de vingt. L'une des ailes avait été détruite durant un bombardement. Dans chaque chambre vivaient de 6 à 7 femmes. L'édifice ne disposait plus de vitres depuis le bombardement qu'il avait essuyé. Au centre du bâtiment se trouvait un réfectoire en bois. Le complexe était entouré de barbelés et flanqué de quatre miradors. Le camp était à vingt minutes de marche de l'usine Agfa située Tegernseer Landstrasse,,.

## Les prisonnières

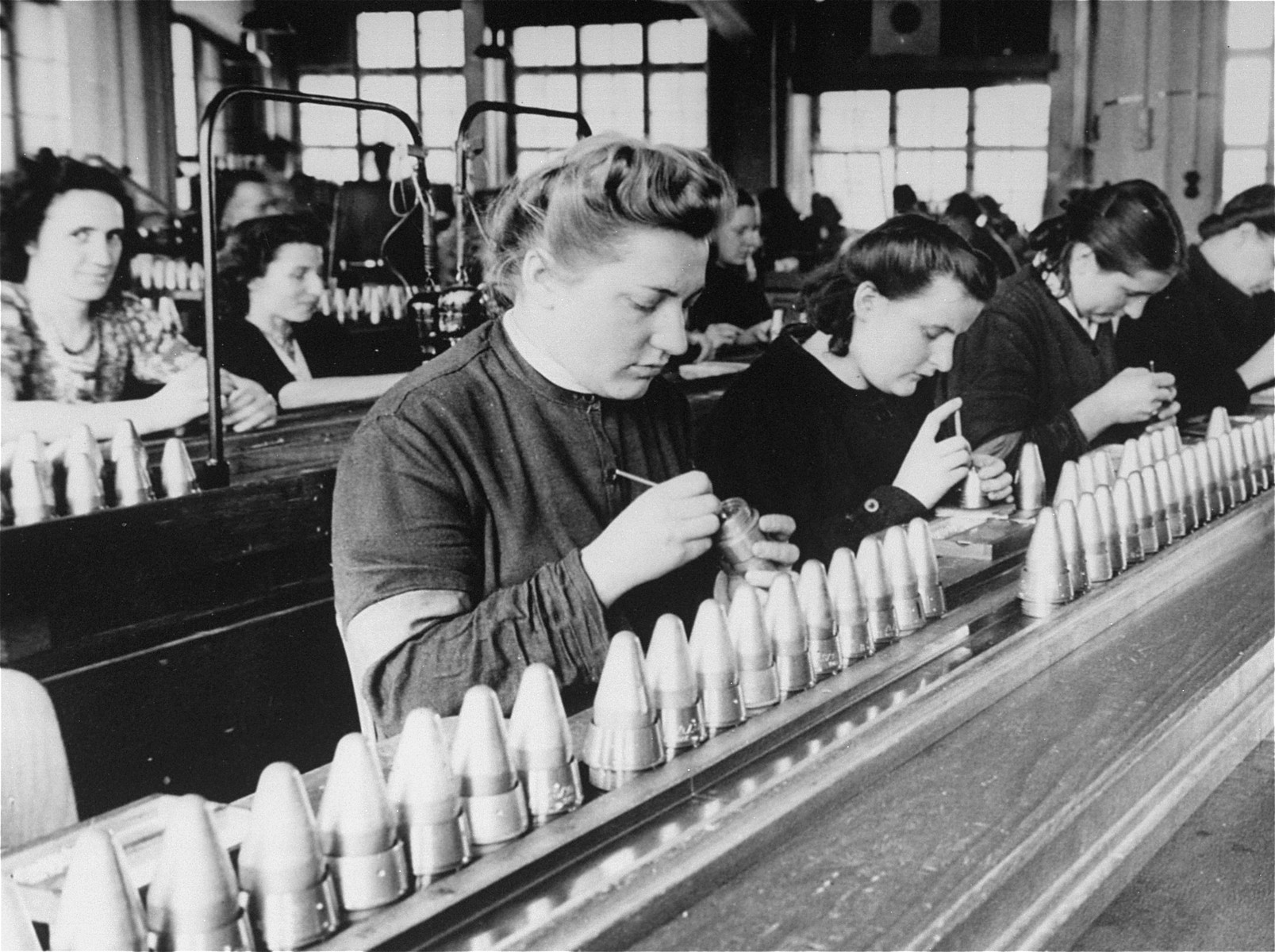
Des prisonnières détenues à la prison de Stadelheim travaillant dans l'usine Agfa Kamerawerke en mai 1943.

Bien que des détenues furent contraintes de travailler pour Agfa dès 1941, elles revinrent tout d'abord chaque soir à Dachau. Ce n'est qu'en septembre 1944 qu'un Kommando fut installé à Munich-Giesing. Le commandant du camp prit ses fonctions, le 12 septembre 1944 et le lendemain, 500 détenues polonaises quittèrent le camp de Ravensbrück pour être affectées au camp Agfa.
On sait très peu de choses au sujet de ces premières détenues polonaises. Certaines d'entre elles avaient été déportées en représailles du Soulèvement du ghetto de Varsovie survenu en 1943. L'historien allemand Ludwig Eiber (de) mentionne une Polonaise âgée de quarante ans qui y meurt, le 7 octobre 1944. Mi-octobre, la moitié du contingent fut renvoyée à Ravensbrück et fut remplacé par deux cents détenues pour la plupart originaires des Pays-Bas. En décembre 1944, deux d'entre elles déguisées en Joseph et Marie pour avoir pris part aux festivités de Noël parvinrent à prendre la fuite,. Selon un rapport non confirmé, vingt Polonaises trouvèrent la mort lors du bombardement allié du 25 février 1945.
La plupart des femmes néerlandaises étaient des détenues politiques arrêtées pour leur action dans la résistance sur dénonciations effectuées par des compatriotes. Une partie importante du groupe était constituée de femmes issues du camp de Vught où elles avaient travaillé jusqu'alors pour l'usine Michelin (nl) pour y fabriquer des masques à gaz. En septembre 1944, les troupes alliées étant aux portes de Vught, le camp fut dissout. Environ 650 femmes furent déportées vers Ravensbrück. Durant ce transport, des femmes issues de la prison de Scheveningen (Oranjehotel (nl)) et du camp de Haaren furent également déportées. Un mois plus tard, 193 femmes issues des Pays-Bas et onze autres également issues de l'Europe de l'Ouest furent affectées au Kommando Agfa tout comme cinquante femmes issues des pays de l'Est dont 21 partisanes yougoslaves. Peu avant la fermeture du camp, neuf prostituées du camp de Dachau arrivèrent au camp. Parmi les femmes néerlandaises, cinq ou six était également des prostituées. Au camp, elles rendaient parfois service en détournant l'attention des gardiens,,.

### Prisonnières notoires
- Marie Bartette
- Simone Guillissen-Hoa
- Suzy van Hall (nl)
- Leonie van Harssel (nl)
- Kiky Heinsius
- Ada van Keulen (nl)
- Ella Lingens
- Leonie Overgoor (nl)
- Annie Post, épouse de Marinus Post (nl)
- Mientje Proost (nl)
- Joukje Smits (nl)
- Betty Trompetter (nl)
- Mary Vaders (nl)
- Kek Yzerdraat (nl)

## La vie dans le camp
Les premières informations concernant le Kommando Agfa ont été publiées dans l’ouvrage Prisoners of fear d'Ella Lingens,. Elle était prisonnière politique et médecin à Auschwitz et séjourna quelque temps au sein du Kommando Agfa. Sa présentation de ce kommando extérieur suscita de vives protestations de la part des survivantes néerlandaises car Ella Lingens les décrivait comme naïves et présentait les faits, selon elles, de manière erronée. À sa suite, plusieurs femmes racontèrent leur propre histoire. Le récit le plus complet est celui de Kiky Gerritsen-Heinsius (nl),. La Française Marie Bartette a également mis son expérience par écrit. Toutes les femmes présentent le séjour à Munich comme une énorme amélioration par rapport à l’ « enfer » de Ravensbrück.
Les prisonnières travaillaient à la chaîne de six heures trente à dix-sept heures dans trois halls industriels. Étant donné que de jeunes Allemandes travaillaient également à cet endroit, les gardiens n’étaient pas libres de faire ce qu’ils voulaient. Ainsi, les femmes n’étaient pas maltraitées. Elles ont cependant fortement souffert de faim et de froid, des mauvaises conditions d’hygiène et d’habillement, ce qui entraîna de nombreuses maladies. Durant les nombreux bombardements elles s’abritaient dans la cave de l’usine ou du camp, alors que les Allemands se dirigeaient vers de vrais abris. En décembre et janvier le travail fut interrompu durant deux semaines à la suite de dégâts important subis par l’usine qui nécessita des travaux de réparation.
En mars 1945 les femmes françaises, belges et polonaises reçoivent pour la première fois des colis alimentaires de la Croix rouge internationale. Les femmes néerlandaises étaient complètement coupées de tout contact avec leur famille depuis l’évacuation du camp de Vught, elles ne recevaient ni courrier ni colis alimentaire. Le commandant du camp veilla cependant en avril qu'elles reçoivent une partie des colis en provenance de la Croix-Rouge belge.
Entre elles existait une forte solidarité, principalement entre camarades de chambrées. Après le travail elles chantaient et priaient beaucoup ensemble. Elles réalisaient également des travaux de broderie, des «petits ronds» (voir illustrations). Pour cette activité, elles utilisaient entre-autres des fils tirés des vêtements et couvertures et les papiers intercalaires emballant les diverses pièces détachées des détonateurs qu'elles assemblaient.

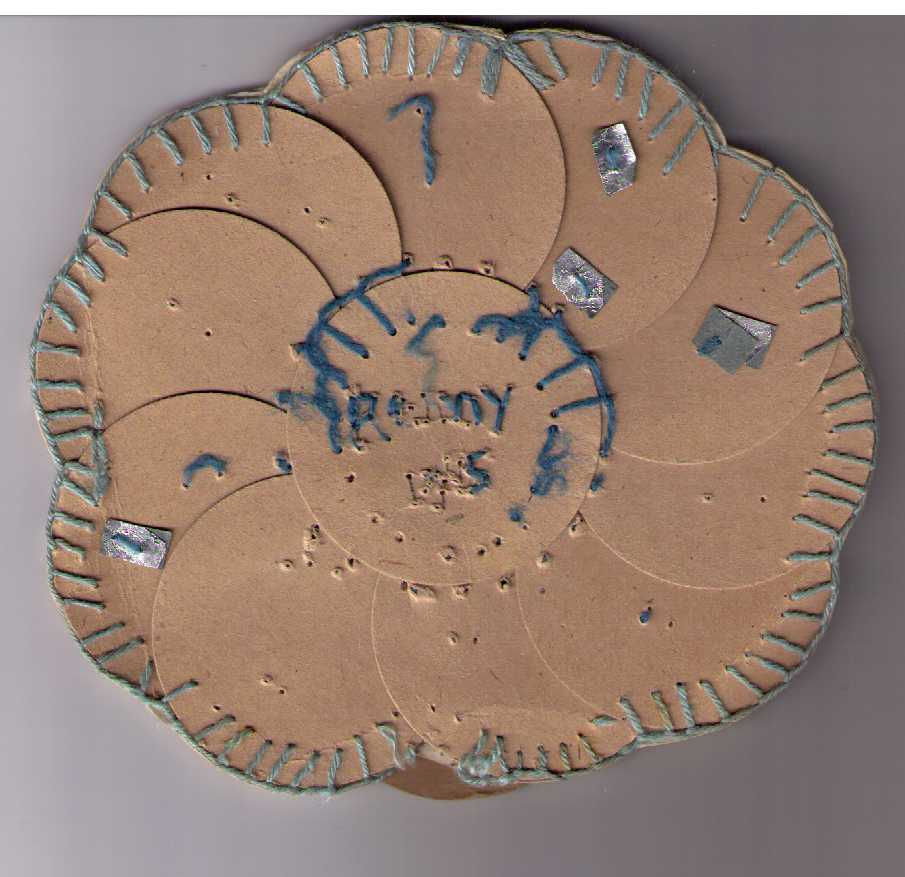
Carnet de Renny van Ommen, ancienne détenue du Kommando Agfa.
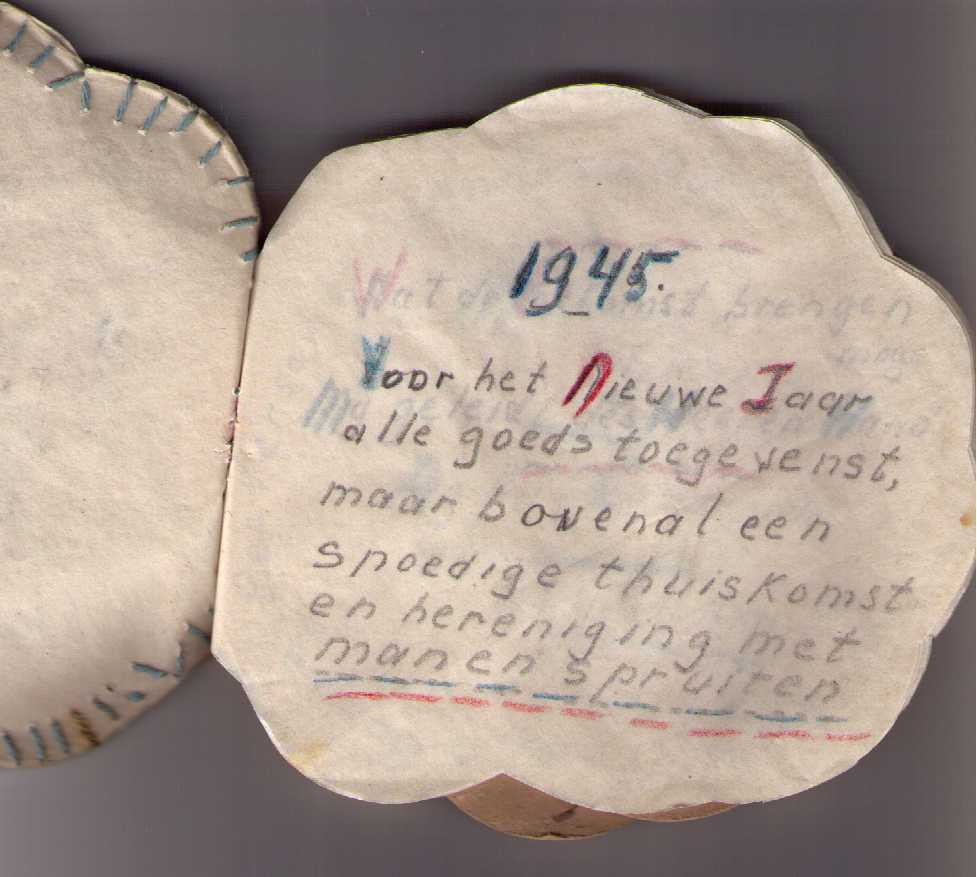
Page 1.
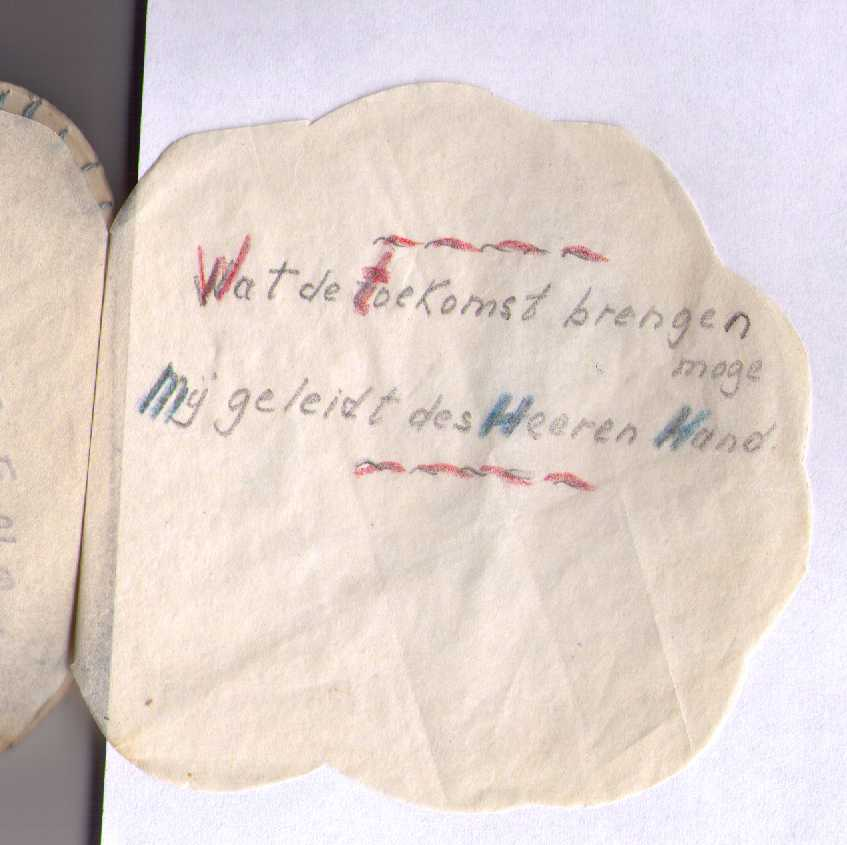
Page 2.
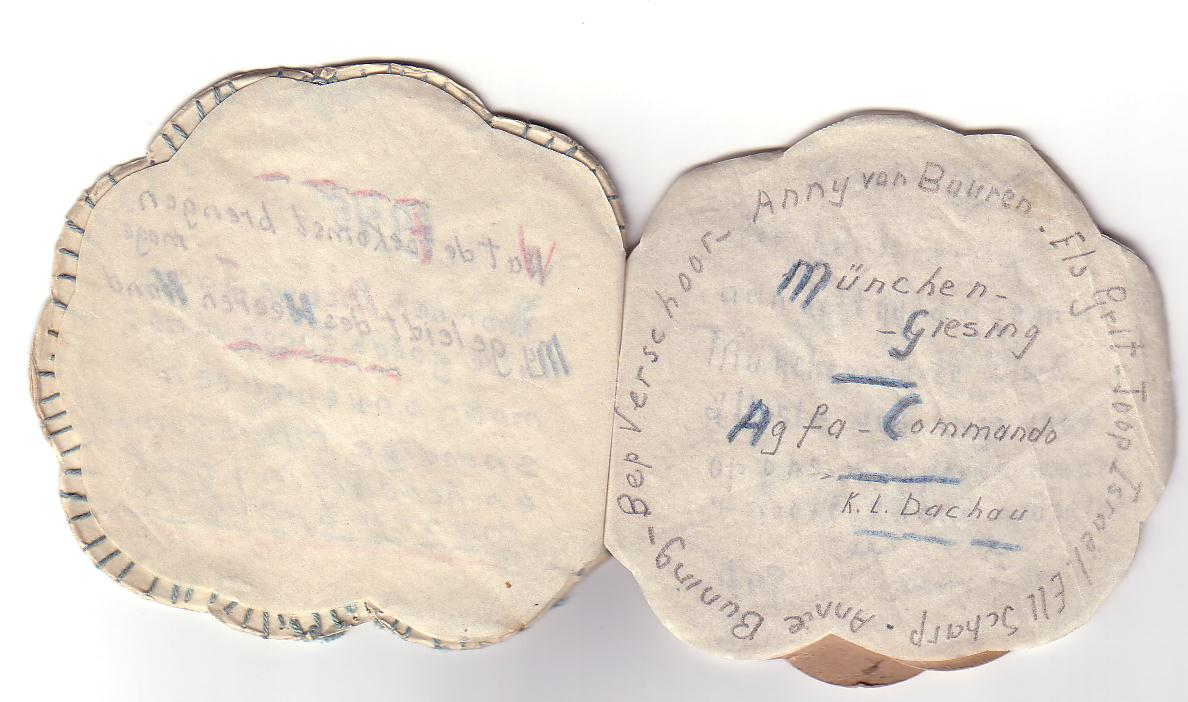
Page 3.
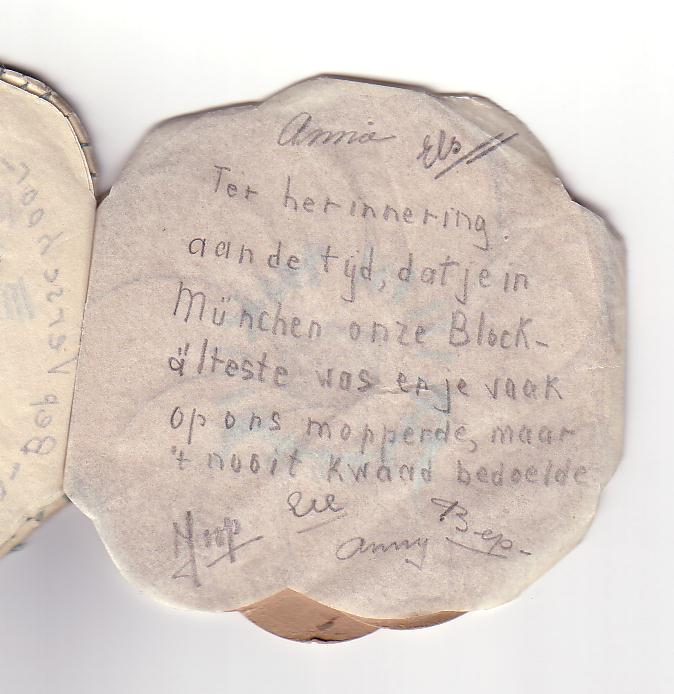
Page 4.

Le chef des gardiens était le commandant Kurt Konrad Stirnweis, lieutenant de la Waffen-SS et vétéran de la Première Guerre mondiale. Dans les divers témoignages des anciennes prisonnières, il apparaît comme un homme correct. Après la guerre, plusieurs femmes ont lutté afin qu’il soit relaxé et au moins quatre d'entre elles lui ont envoyé des lettres de remerciement.
Son adjoint était le letton Alexander Djerin et il y avait dix Aufseherinnen et une Oberaufseherin.

## Sabotages
Les détonateurs assemblés par les femmes déterminaient l’instant de l’explosion des obus anti-aériens. Ces pièces étaient sensibles aux actes de sabotage. Régulièrement, des caisses de pièces rejetées revenaient à l’usine. Au moins une prisonnière subit un simulacre d'exécution en guise de punition. Vers la fin de leur détention, les femmes parvenaient à régler les détonateurs de telle manière que l’explosion se produisait au sol et non en l’air. Le camp fut évacué peu après, ce qui fit qu’elles ne purent plus être reconnues responsables de cet acte. Elles profitaient également de leur séjour dans les caves durant les bombardements pour uriner dans l’huile et ainsi encrasser les machines.

## Grève
Durant leur séjour au camp les femmes ont eu à subir treize bombardements. En janvier 1945, l’acheminement de l’alimentation en provenance de Dachau était devenu trop difficile à la suite des bombardements des routes. C’est pourquoi la nourriture fut à partir de ce moment-là fournie par Agfa et la qualité s’est fortement détériorée. La soupe aqueuse fut davantage allongée et il y eut de plus en plus de cas de fièvre typhoïde, de scarlatine et de tuberculose. Étant donné qu’il fut question d’augmenter la production, les femmes néerlandaises ont spontanément entamé une grève à laquelle se sont ralliées les femmes slovènes.
Étant donné que les grèves étaient absolument interdites dans les camps de concentration, celles-ci encouraient de graves sanctions. À leur retour dans le camp, les grévistes subissaient des heures d’appel de rigueur. Les femmes slovènes qui avaient participé à la grève mais n'étaient cependant pas punies, le commandant du camp n'ayant relevé cette participation, se présentaient volontairement à l’appel par solidarité. L’officier de la Gestapo Willy Bach arriva de Dachau en vue d'identifier les instigatrices mais personne ne se dénonça. Finalement, les femmes ont pu démontrer qu’il leur était impossible de travailler avec une ration quotidienne de deux petites tranches de pain et d’un bol de soupe claire. La situation s’est finalement bien terminée, car l’action n’était pas menée contre la direction du camp mais bien contre la direction de l’usine. Mary Vaders qui, malgré les pressions, refusa de donner les noms des «coupables» fut punie de sept semaines d’enfermement dans le bunker par la SS. Après la grève, la nourriture fut à nouveau acheminée depuis Dachau. Dans l’histoire des camps de concentration cette grève est un épisode assez unique .

## Libération
Vers la fin de la guerre, et face à l'avance de l’armée américaine, les Allemands décidèrent d'arrêter la production le 23 avril 1945. Trente femmes polonaises furent conduites à la ville de Dachau où durant des heures elles eurent à brûler des portraits d’Hitler, Goering et autres dirigeants nazis, drapeaux et brochures de propagandes.
Le commandant du camp reçut l’ordre de fuir l’avancée américaine,. Le 27 avril, environ cinq-cents femmes furent évacuées à pied vers le sud sous les ordres du commandant Stirnweis. Arrivées à Wolfratshausen, et contrairement aux ordres reçus, Stirnweis refusa de poursuivre la route. Les femmes slovènes décidèrent de quitter le groupe et de retourner au pays par leurs propres moyens. Le 1er mai, Stirnweis se rend et les prisonnières restantes sont prises en charge par les Américains. Les femmes malades et âgées qui étaient restées au camp, avaient été libérées dès le 30 avril.
Les anciennes prisonnières séjournèrent à Wolfratshausen dans la ferme Walserhof où elles furent soignées. De l’ensemble du personnel de surveillance, seul le commandant Stirnweis resta auprès d’elles. Le 4 mai, les néerlandaises et les autres femmes d’Europe de l’Ouest furent transférées vers le camp pour personnes déplacées de Föhrenwald. Juste avant le départ, deux correspondants de guerre américains hébergés avec vingt autres collègues dans la villa Grünwald, demandèrent si certaines femmes étaient disposées à aider dans la cuisine de la villa. Renny van Ommen-de Vries et Nel Niemantsverdriet acceptèrent. Elles furent finalement ramenées aux Pays-Bas en avion.
Les autres femmes originaires d’Europe de l’Ouest furent recueillies à Föhrenwald, le 15 mai 1945 par la Croix-Rouge suisse. Depuis la Suisse, elle retournèrent aux Pays-Bas via la France et la Belgique en train spécial. Après quatre semaines, les femmes polonaises retournèrent chez elles via Föhrenwald.
Les propriétaires de la ferme Walserhof, la famille Walser, reçurent, entre autres, après la guerre une lettre de remerciement de la part de l’évêque de Roermond. Beaucoup de femmes néerlandaises gardèrent des contacts après la guerre, entre autres du 21 juillet 1989 au 31 mai 2000 au sein du Stichting Vrouwen Comité Dachau.

## Procès
Les femmes polonaises qui se trouvèrent discriminées par Stirnweis, firent en sorte qu’il fût arrêté et transféré vers le camp d’internement américain de Moosburg an der Isar. Kurt Konrad Stirnweis fut condamné à deux années de travaux forcés lors d'un premier jugement rendu le 22 mai 1945. Il sera à nouveau jugé à Dachau par le tribunal militaire de Dachau, le 17 mars 1947 dans le cadre d'un procès en révision. Ce second procès statue qu'aucun élément ne vient corroborer la première accusation faisant état d'actes de cruauté et de mauvais traitements envers des détenus dépendant de Dachau et de ses sous-camps. Cette révision intervint après que de nouvelles pièces furent versées au dossier dont quatre lettres de remerciement et de soutien d'ex-détenues du Kommando Agfa. Le tribunal militaire conclut: It is recommended that the findings and sentence be dissapproved (il est recommandé que les résultats et sentence soient désapprouvés). Kurt Konrad Stirnweis est relaxé.
Son assistant Alexander Djerin fut condamné à six années de prison débutant le 6 mai 1945 en raison des cruautés dont il s’était rendu coupable à Dachau. Son procès fera également l'objet d'une révision en janvier 1947 mais sa sentence sera maintenue.
Willy Bach fut reconnu par hasard par un ancien détenu en 1955, et condamné à six années de prison en 1956, entre autres, en raison de la cruauté de ses interrogatoires,.

## Galerie

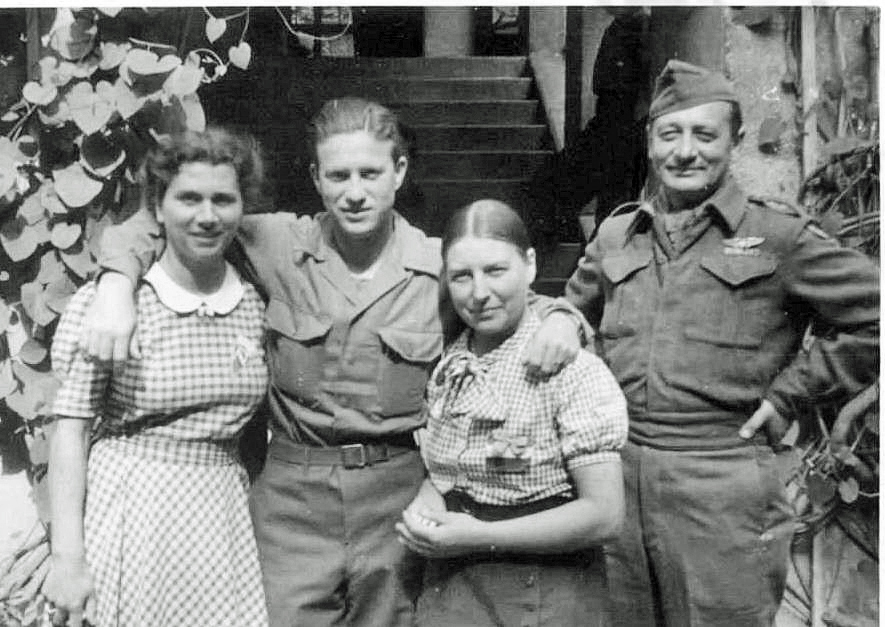
Grünwald : Nel Niemantsverdriet et Renny van Ommen-de Vries avec deux correspondants de guerre américains.
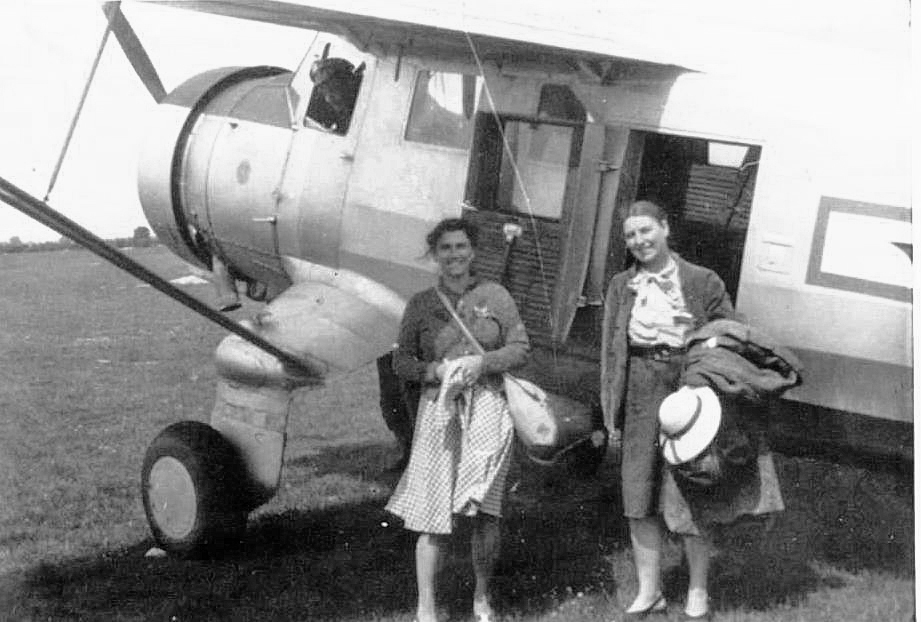
Aérodrome de Munich : Nel Niemantsverdriet et Renny van Ommen-de Vries en route vers leur maison.
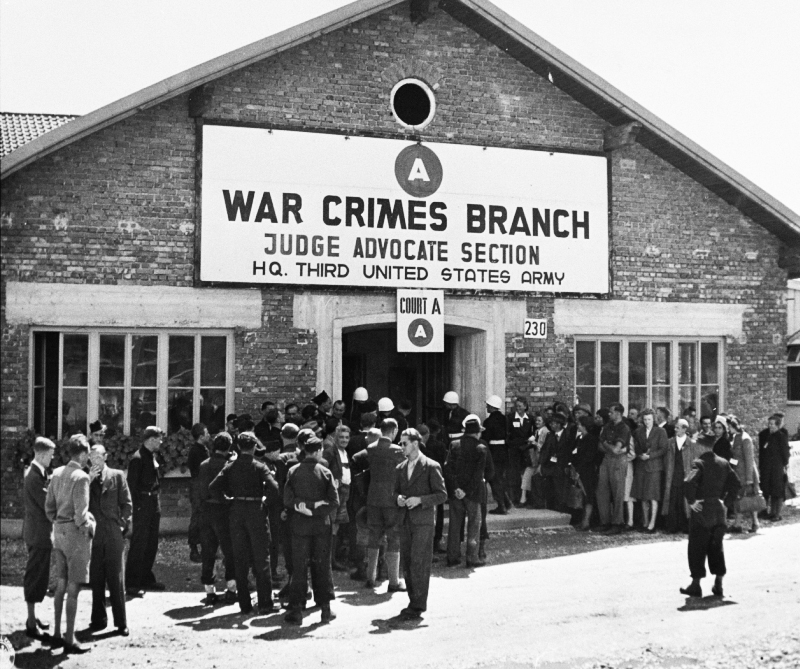
Le tribunal militaire de Dachau occupait l'un des bâtiments du camp de concentration de Dachau[Notes 6].
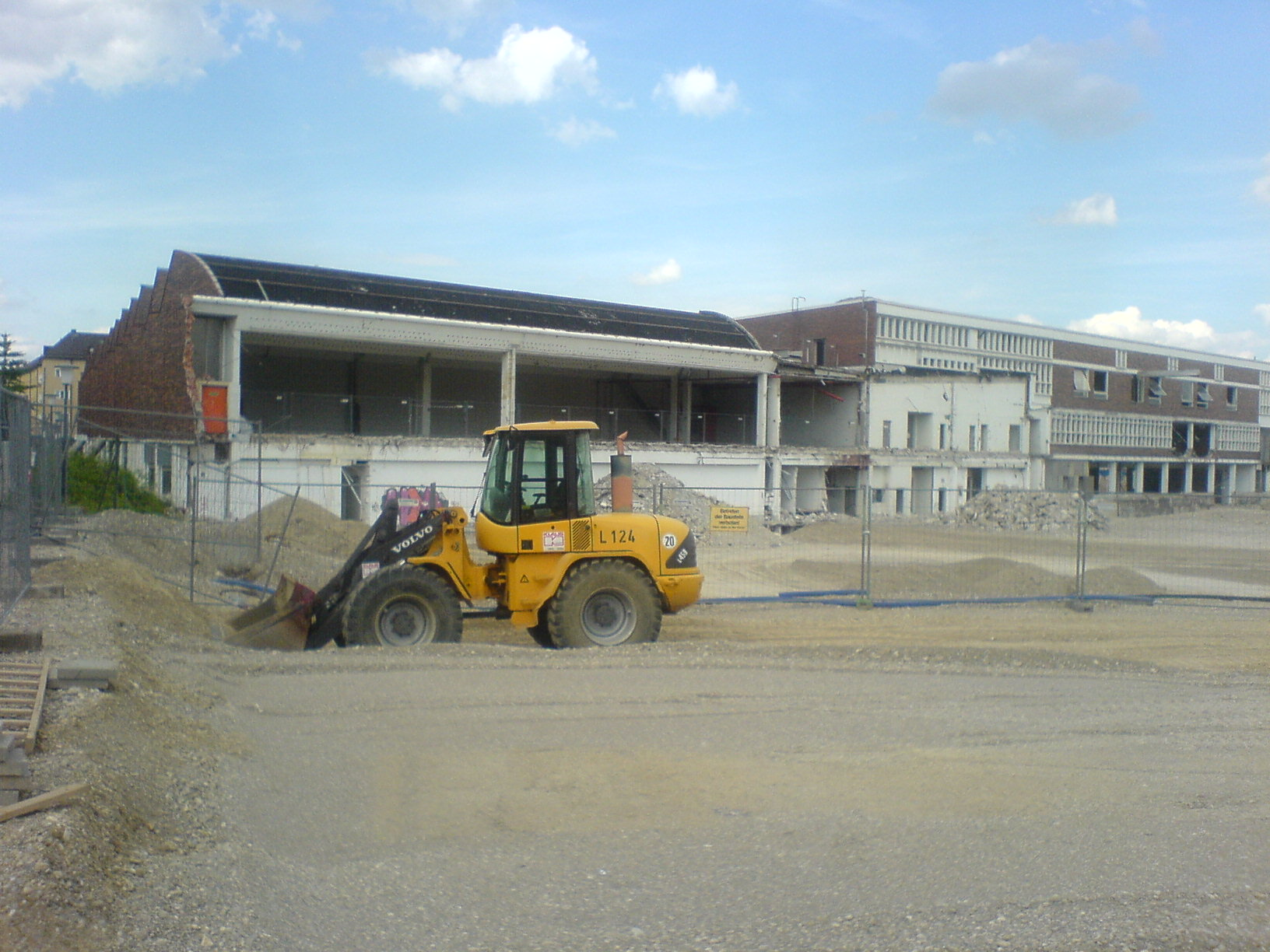
Réaménagement du site Agfa (2011).